# الحقد 2 (فلم)
الحقد 2 (بالإنجليزية: The Grudge 2) هو فيلم رعب أُصدر في الولايات المتحدة سنة 2006.

## طاقم التمثيل
- أمبير تامبلين
- أرييل كيبيل
- سارة ميشيل غيلار

## القصة
استنادًا على الجزء الأول فالزوج قتل طفلته وطفله وثم انتحر .. تعود أرواح الطفلة كياكو والطفل للحياة بهدف تدمير جميع من يدخل المنزل.

## الميزانية والإيرادات
بلغت تكلفة إنتاج الفيلم حوالي 20 مليون دولار بينما حقق أرباحاً تقدر بـ 70,711,175 دولار.

## وصلات خارجية
- الموقع الرسمي
- مقالات تستعمل روابط فنية بلا صلة مع ويكي بيانات
- Review atDread Central